# 3007 Reaves
A 3007 Reaves (ideiglenes jelöléssel 1979 UC) a Naprendszer kisbolygóövében található aszteroida. Edward L. G. Bowell fedezte fel 1979. október 17-én.